# 小林義武
小林 義武（こばやし よしたけ、1942年6月10日 -　2013年1月26日 ）は、日本の音楽学者、成城大学教授。バッハの筆跡鑑定の世界的権威と言われた。

## 経歴
1942年、北海道室蘭市生まれ。東京都立新宿高等学校を経て、1966年東京大学文学部美学美術史学科を卒業。1966年にオーストリア政府奨学生としてウィーン大学に留学。1967年西独ゲッティンゲン大学に転じ、1973年に同大学院博士課程を修了し学術博士号を取得。1974年よりヨハン・ゼバスティアン・バッハ研究所学術研究員。帰国して、1991年より同志社女子大学学芸学部教授。1999年からは成城大学文芸学部教授。
2013年1月26日、病により死去。70歳没。

## 受賞・栄典
- 1996年：『バッハ 伝承の謎を追う』で辻荘一・三浦アンナ記念学術奨励賞を受賞[1]。
- 2003年：『バッハとの対話』で芸術選奨文部科学大臣賞を受賞。

## 研究内容・業績
- 「新バッハ全集」の研究を主導し、バッハの音楽作品の成り立ちや作曲法研究に業績を残した[1]。日本語訳版は小学館（全15巻）

## 家族・親族
- 妻：キルステン・バイスヴェンガー(Kirsten Beisswenger)[1]（1960年10月21日 - 2013年5月15日）も音楽学者。テュービンゲン大学とゲッティンゲン大学で音楽学を学び、1990年にバッハの所蔵楽譜に関する研究で哲学博士号取得。ゲッティンゲン・バッハ研究所学術研究員(1991-1993)、獨協大学専任講師、東京大学非常勤講師などを務め、2007年より獨協大学外国語学部ドイツ語学科講座教授。一般的なドイツ語教育のみならず、バッハやバロック時代、チェロなどに関する著者や論文を残している。夫とともに共著もまとめている[3]。

## 著書
- Die Notenschrift Johann Sebastian Bachs: Dokumentation ihrer Entwicklung. (NBA Serie IX, Band 2). Kassel, Bärenreiter. 1989 [『ヨハン・セバスティアン・バッハの楽譜筆跡』(新バッハ全集第9シリーズ：2巻) 1989年]

- バッハ復活 19世紀市民社会の音楽運動 日本エディタースクール出版部 1985.11
- バッハ 伝承の謎を追う 春秋社 1995.12
- バッハとの対話 バッハ研究の最前線 小学館 2002.6

### 共編
- Katalog der Wasserzeichen in Bachs Originalhandschriften. Wisso Weiß共編

- ヨハン・ゼバスティアン・バッハ 別巻 鳴海史生共編 東京書籍 2001.9
- Bach Werke Verzeichnis - Kleine Ausgabe, Alfred Dürr共編 Breitkopf & Haertel 1998.7
- Die Kopisten Johann Sebastian Bachs. Katalog und Dokumentation. Band 1: Textband, Band 2. Abbildungsband 2007年